# Wyskórowate
Wyskórowate (Potamanthidae) – rodzina owadów uskrzydlonych należących do rzędu jętek. Jej przedstawiciele występują w prawie całej Europie (poza Irlandią, krańcami północnymi i południowymi) oraz w umiarkowanej strefie klimatycznej Azji.
Obecnie do tej rodziny należą następujące rodzaje i gatunki:
- Anthopotamus (McCafferty and Bae, 1990)
  - Anthopotamus distinctus (Traver, 1935)
  - Anthopotamus myops (Walsh, 1863)
  - Anthopotamus neglectus (Traver, 1935)
  - Anthopotamus verticis (Say, 1839)
- Potamanthus (Pictet, 1845)
  - Potamanthus luteus (Linnaeus, 1767) – wyskór złocisty